# Meridiane del palazzo del Governatore

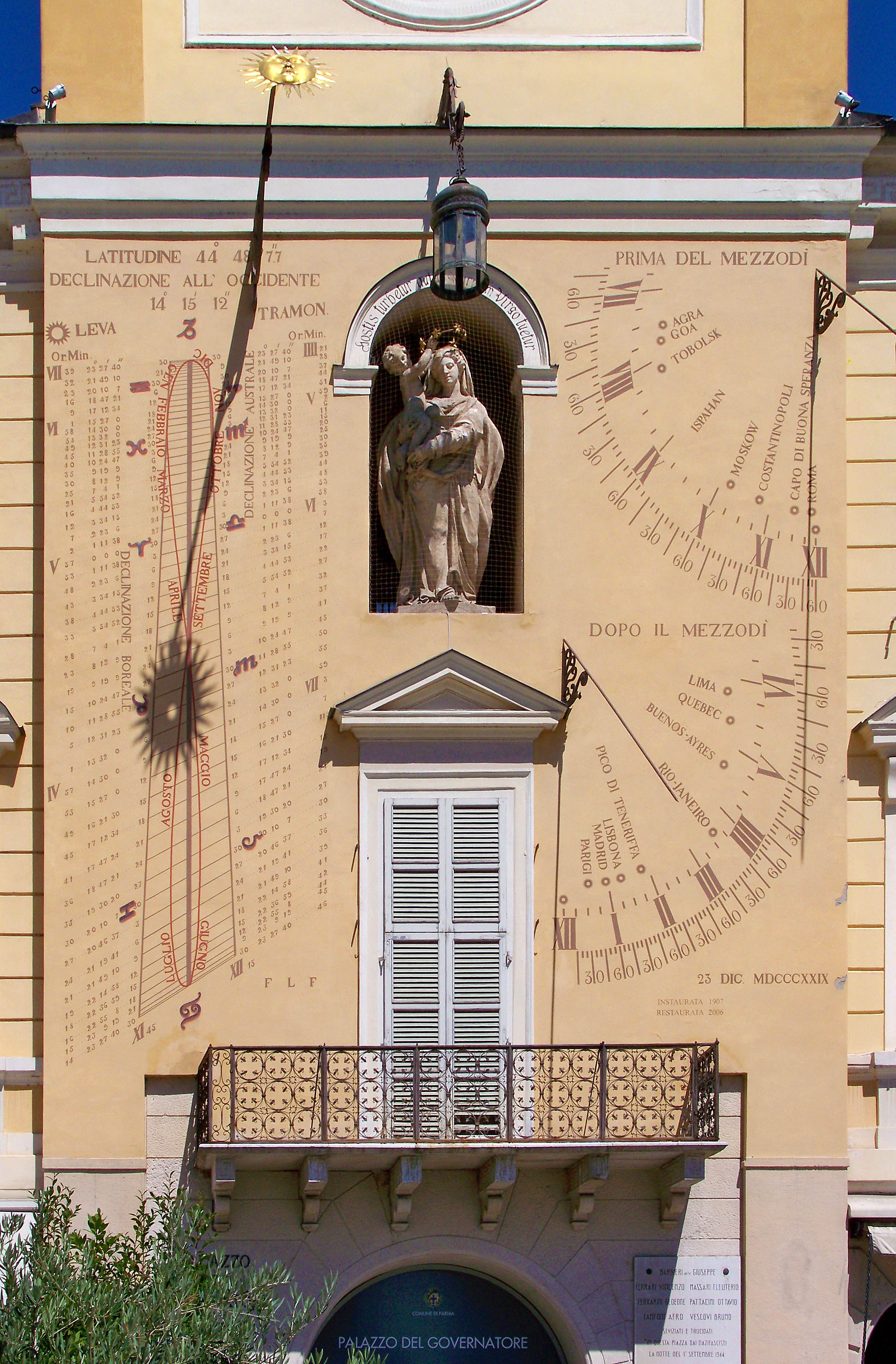
La meridiana (a sinistra) e l'orologio solare (a destra) nella torre del Palazzo del Governatore

Le meridiane del palazzo del Governatore sono un orologio solare e una meridiana a tempo vero e medio sulla torre del palazzo del Governatore in piazza Garibaldi a Parma, progettati e realizzati nel 1829 dal sissese Lorenzo Ferrari con la consulenza scientifica di Luigi Pazzoni.

## Storia

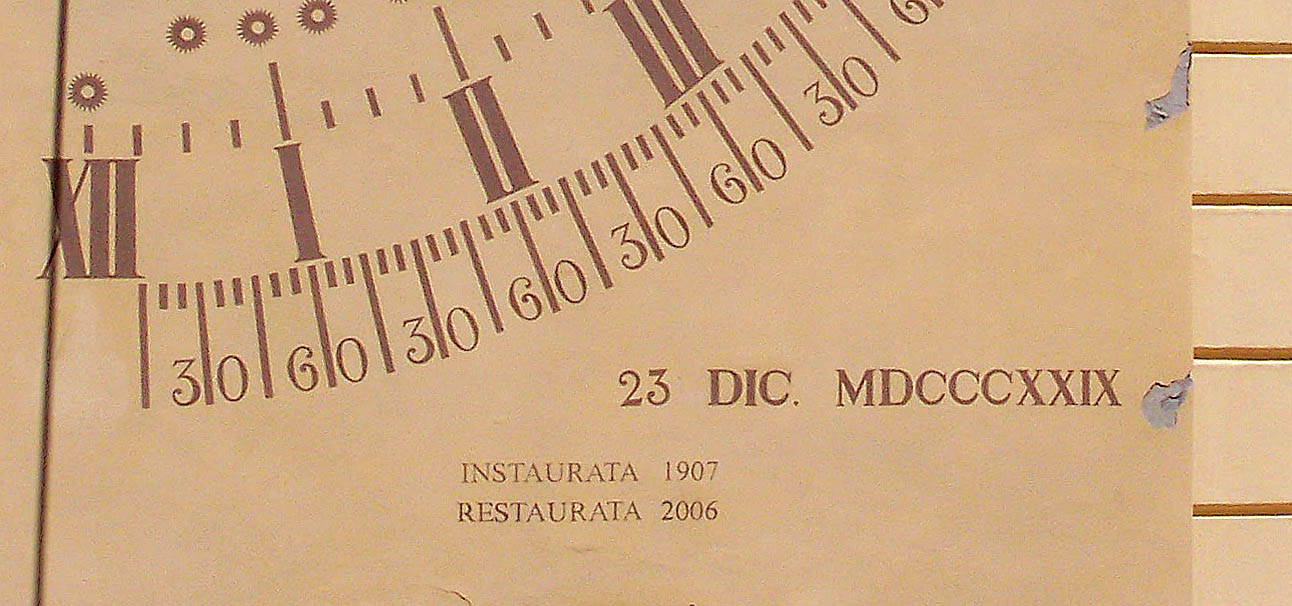
Le date dell'inaugurazione e dei due successivi restauri

Nonostante la torre del palazzo del Governatore fosse già provvista di un orologio meccanico nel XVII secolo, poi sostituito con altri più moderni nel 1811 e nel 1925, nel Consiglio degli anziani del comune di Parma del 28 luglio 1827 si valutò la proposta, da parte del meccanico Lorenzo Ferrari, di un orologio solare e di una meridiana da collocarsi sulla torre. Il Consiglio, dopo aver esaminato i disegni del progetto, lo approvò all'unanimità, ma ne fu differita l'approvazione dell'esecuzione ad una successiva riunione del Consiglio, che avvenne il 1º giugno 1829, nella quale fu anche definita la somma necessaria all'esecuzione dell'opera: 558,55 lire parmigiane, da prelevare dai risparmi «che si possono ottenere nell'eseguire in economia i lavori ordinari pel 1829». Ottenuta l'approvazione, il Ferrari, con la consulenza tecnica di Luigi Pazzoni«Professore di Matematica sublime e di Elementi di Astronomia» all'Università di Parma, si dedicò all'esecuzione dell'orologio solare e della meridiana, che furono portati a termine il 23 dicembre 1829, come si può leggere nella scritta sotto l'orologio solare. Per spiegare ai parmigiani il funzionamento fu pubblicato nel febbraio 1830 un apposito articolo sulla Gazzetta di Parma. Nello stesso anno il costruttore Lorenzo Ferrari morì. Le meridiane furono sottoposte a restauro nel 1907 e durante la ristrutturazione dell'intero Palazzo del Governatore, terminata nel 2010. In quest'ultimo restauro furono aggiunte le date dei due interventi (1907 e 2006) e modificata la scritta della prima inaugurazione, passando dai numeri arabi (1829) ai numeri romani (MDCCCXXIX).

## Descrizione e funzionamento

### L'orologio solare

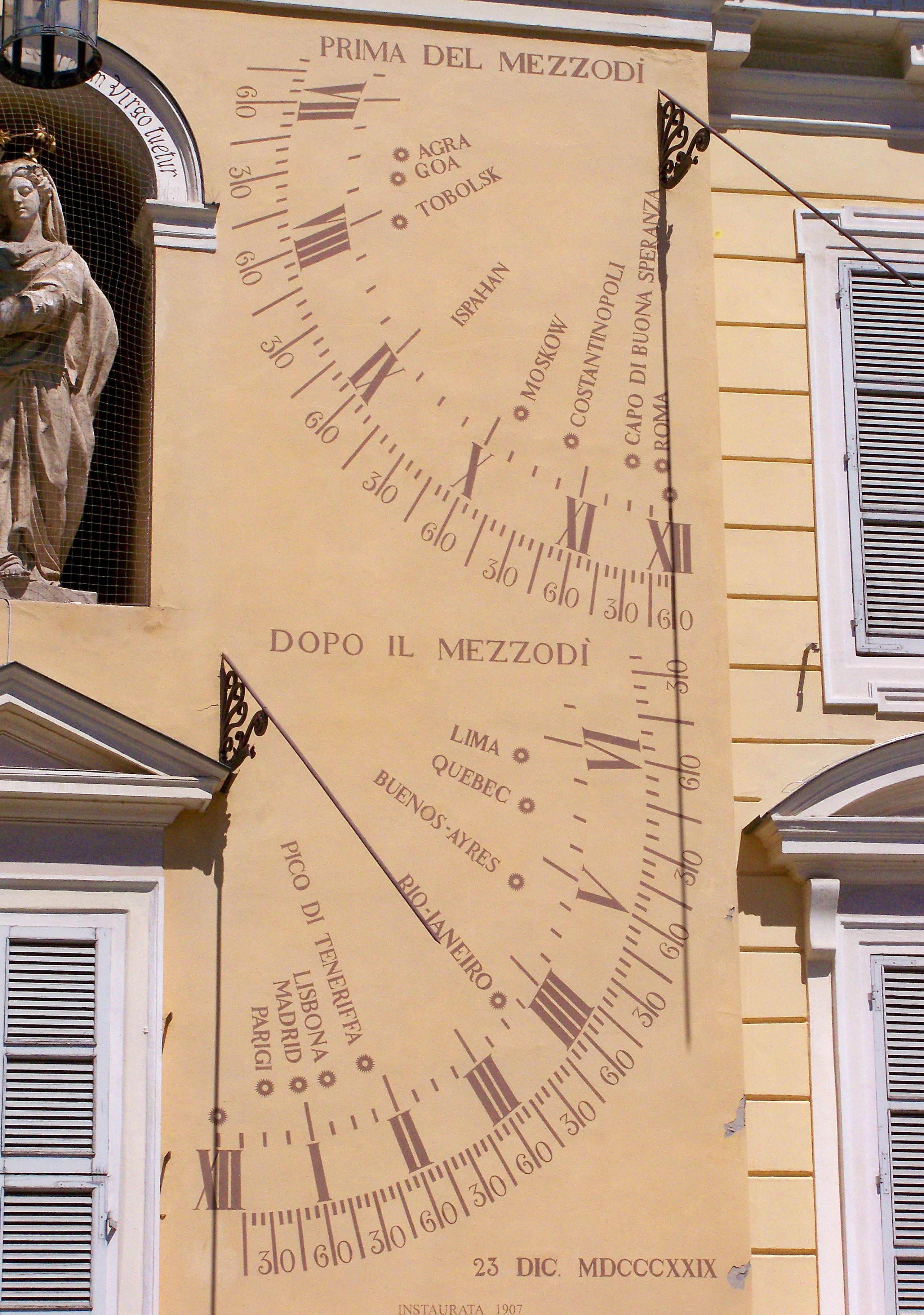
L'orologio solare, diviso in due quadranti, fotografato al mezzogiorno vero locale

A causa della presenza della nicchia al centro della torre con la statua della Vergine Maria col bambino, non fu possibile costruire un orologio solare sufficientemente grande con il quadrante completo: Si trovò la soluzione del problema dividendo l'orologio in due quadranti posti uno sotto l'altro, ognuno con il proprio gnomone (l'asta che produce l'ombra): il quadrante in alto, sormontato dalla scritta "Prima del mezzodì", segna l'ora vera locale dalle 6 del mattino fino a mezzogiorno; quello in basso, con la scritta "Dopo il mezzodì", quella dal mezzogiorno alle 18:30. Le ore sono scritte in numeri romani, le mezze ore in numeri arabi; nel perimetro esterno dei quadranti delle lineette li dividono ogni cinque minuti.
Nell'interno dei due quadranti compaiono i nomi di 14 città e due luoghi geografici (il Picco di Tenerife e il Capo di Buona Speranza): quando l'ombra di ogni gnomone copre uno dei piccoli soli posti accanto ai nomi, significa che in quel luogo è arrivato il mezzogiorno solare. Le città sono tutte comprese tra i 90° Ovest e 90° Est di longitudine, in modo che il loro mezzogiorno locale possa essere mostrato dall'orologio solare di Parma durante il giorno. È significativo che non compaia alcuna città degli Stati Uniti: nel 1829 non avevano ancora rilevanza internazionale.
Ecco l'elenco delle città, con il nome come appare sul quadrante (in maiuscolo), seguito dal nome odierno (in corsivo):
- AGRA (Agra), allora città indiana sotto la Compagnia delle Indie Orientali, oggi nello stato indiano di Uttar Pradesh
- GOA (Goa Velha), allora capitale dell'India portoghese, oggi città storica nello stato indiano di Goa
- TOBOLSK (Tobol'sk), allora capoluogo del Governatorato di Tobol'sk, oggi capitale della Siberia Occidentale in Russia
- ISPAHAN  (Isfahān [o Eṣfahān o Ispahān]), allora ex capitale della Persia safavide, oggi capitale della Provincia di Esfahan in Iran
- MOSKOW (Mosca), allora importante città dell'Impero russo, oggi capitale della Russia
- COSTANTINOPOLI (Istanbul), allora capitale dell'Impero ottomano, oggi la città più popolosa della Turchia e capoluogo della provincia omonima
- CAPO DI BUONA SPERANZA (Capo di Buona Speranza), l'estremità meridionale della penisola del Capo, in Sudafrica
- ROMA (Roma), allora capitale dello Stato Pontificio, oggi capitale dell'Italia
- PARIGI (Parigi), allora come oggi capitale della Francia
- MADRID (Madrid), allora come oggi capitale della Spagna
- LISBONA (Lisbona), allora come oggi capitale del Portogallo
- PICO DI TENERIFA (Teide), vulcano che si trova sull'isola di Tenerife, nell'arcipelago delle Canarie (Spagna, Oceano atlantico)
- RIO-JANEIRO (Rio de Janeiro), allora capitale dell'appena proclamato (1822) Impero del Brasile, oggi importante città brasiliana e capitale dello Stato di Rio de Janeiro
- BUENOS-AYRES (Buenos Aires), allora nel pieno delle Guerre civili argentine, oggi capitale dell'Argentina
- QUEBEC (Québec), allora città del Basso Canada, (Colonia della corona britannica); oggi importante città del Canada
- LIMA (Lima), allora come oggi capitale del Perù

Riguardo alla differenza oraria, rispetto a Parma il mezzogiorno solare arriva ad Agra 4 ore e 28 minuti prima, a Goa Velha 4 ore e 15 minuti prima, a Tobol'sk 3 ore e 50 minuti prima, ad Isfahān 2 ore e 42 minuti prima, a Mosca un'ora e 50 minuti prima, ad Istanbul un'ora e 50 minuti prima, a Capo di Buona Speranza 30 minuti prima, a Roma 8 minuti prima, a Parigi 32 minuti dopo, a Madrid 56 minuti dopo, a Lisbona un'ora e 18 minuti dopo, al vulcano Teide un'ora e 50 minuti dopo, a Rio de Janeiro 3 ore e 35 minuti dopo, a Buenos Aires 4 ore e 36 minuti dopo, a Québec 5 ore e 26 minuti dopo, a Lima 5 ore e 50 minuti dopo.

### La meridiana a tempo vero e medio

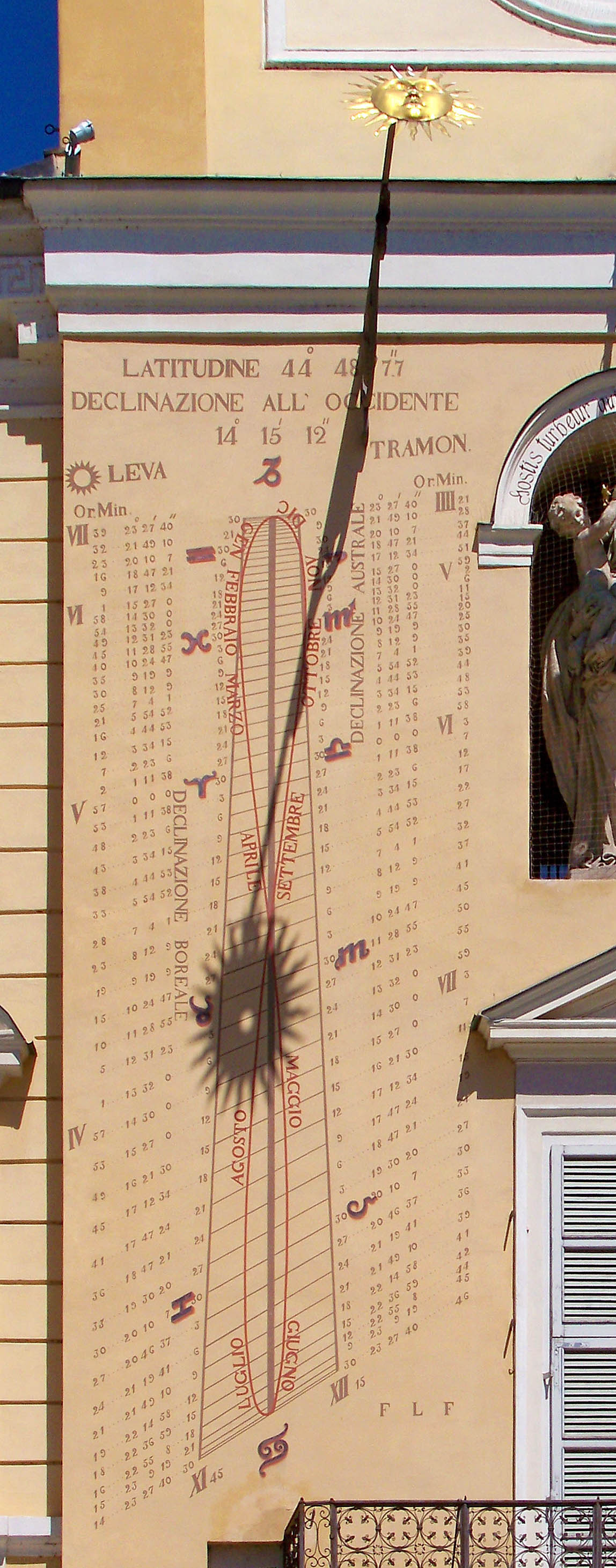
La meridiana a tempo vero e medio

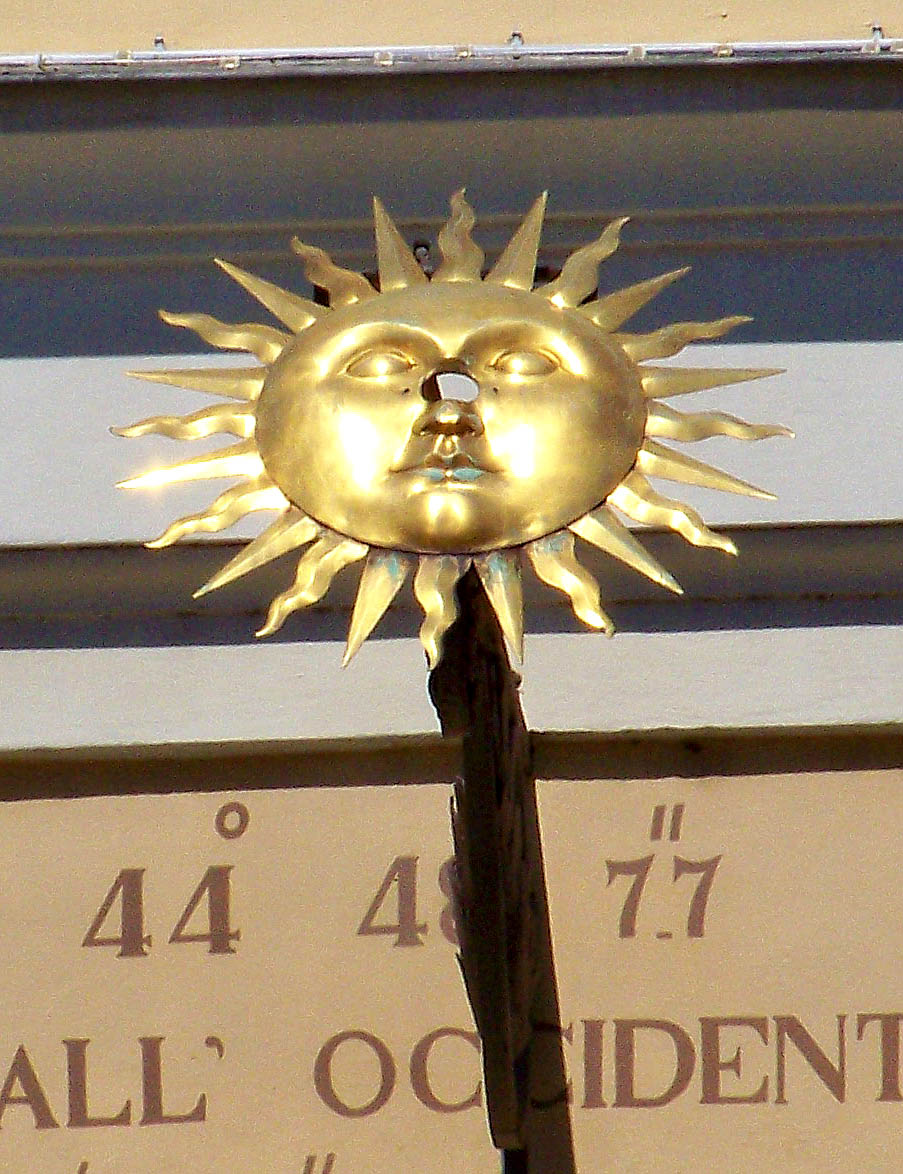
Lo gnomone della meridiana: un sole con un foro al centro

Passando al lato sinistro della torre, leggiamo in alto due scritte:
Latitudine 44° 48' 7".7
Declinazione all'occidente 14° 15' 12"
Sono due misure angolari indispensabili per posizionare nel modo corretto (paralleli all'asse terrestre) gli gnomoni dell'orologio solare: La prima misura indica la latitudine del Palazzo del Governatore: sottraendo questa misura da 90° si ottiene la giusta inclinazione dello gnomone rispetto alla verticale (90° - 44° 48' 7".7 = 45° 11' 2". 3 - ovvero 45 gradi, 11 primi, 2 secondi e 3 decimi di secondo); la seconda misura angolare indica l'inclinazione orizzontale del muro rispetto all'ovest: sottraendo questa misura da 90° si ottiene l'angolazione orizzontale corretta dello gnomone rispetto al muro (lato est), ovvero 75° 44' 48"
Sempre nella parte alta spicca lo gnomone della meridiana a tempo vero e medio: è un sole a 24 raggi modellato a sbalzo su una lastra di metallo dorato, con un foro circolare al centro, posizionato ad una certa distanza dal muro grazie ad un'asta orizzontale decorata con volute.
Al di sotto si trova la meridiana a tempo vero e medio: la sua posizione verticale ne ha permesso la costruzione senza quel problema di spazio che ha costretto a dividere l'orologio solare sulla destra: questa meridiana segna esclusivamente il mezzogiorno vero e medio di Parma: la linea verticale nera centrale indica il mezzogiorno solare vero quando viene raggiunta dalla luce che passa dal foro dello gnomone: in quel momento il sole si trova alla sua massima altezza della giornata, al culmine del meridiano locale.
Il mezzogiorno solare vero non arriva con lo stesso intervallo di tempo, a causa della diversa velocità della Terra intorno al Sole nel corso dell'anno dovuta all'eccentricità dell'orbita (seconda legge di Keplero): in alcuni periodi dell'anno arriva sempre più in anticipo, in altri arriva sempre più in ritardo; inoltre la durata del giorno e della notte varia a seconda delle stagioni a causa dell'inclinazione dell'asse terrestre. Per questo motivo è stato introdotto il "giorno solare medio" calcolando la durata media dei giorni solari durante l'anno: questa misura è costante nel tempo ed è il giorno come lo intendiamo oggi. Dal giorno solare medio deriva il mezzogiorno medio: per segnalarlo è stata disegnata sulla meridiana una linea rossa chiusa a forma di 8 che riproduce, capovolto e invertito, l'analemma del Sole (l'insieme delle posizioni del Sole nei diversi giorni dell'anno, alla stessa ora e nella stessa località, nel nostro caso al mezzogiorno medio nella città di Parma): quando la luce che proviene dal foro dello gnomone tocca la linea rossa (nella parte accanto al nome del mese corrente), si ha il momento del mezzogiorno medio di Parma sul quale, essendo di durata costante, i parmigiani potevano regolare gli orologi meccanici.
Lungo l'analemma rosso sono segnati, in rosso, i nomi dei mesi, la posizione delle scritte rosse dei mesi indica da quale lato dell’analemma si deve leggere, nei diversi mesi, la differenza dell’Equazione del tempo.
I numeri scritti (uno ogni tre, per ragioni di leggibilità) lungo il bordo della meridiana in senso antiorario, non devono trarre in inganno, non rappresentano la data del mese (sarebbe sbagliato avere tutti i mesi di 30 giorni compreso Febbraio!) ; essi rappresentano la coordinata angolare della Terra nell’Orbita intorno al Sole (Longitudine Solare), la numerazioni va da 0° a 30° per ogni segno dello Zodiaco, e inizia di nuovo nel successivo, lo 0° non viene ripetuto perché corrisponde ai 30° del segno che lo precede nel corso dell’anno. Ad ogni entrata del Sole in un segno zodiacale lo stesso è indicato con il suo simbolo zodiacale.astrologico lungo il bordo. Questa scelta può sembrare complicata ma è assolutamente rigorosa: la declinazione, che la Meridiana misura con l’altezza del Sole, e la Longitudine Solare sono legate da una semplice formula: 
Longitudine Solare=arcsen (Declinazione/Eclittica)
Il valore della Longitudine Solare permette di conoscere indirettamente la data che per effetto delle differenze del calendario negli anni comuni ed in quelli bisestili non può essere semplicemente rappresentata in una scala lineare. Per semplicità si considera che ogni giorno di calendario (circa 1/365º di anno) corrisponde ad un grado di Longitudine Solare (1/360º di orbita), quindi per conoscere la data occorre sommare alla data di entrata nel Segno tanti giorni quanti sono i gradi segnati, la piccola differenza non introduce errori significativi. Se per esempio la meridiana indica il valore 6 nel segno del Toro significa che si sono percorsi 6 gradi di orbita (quindi circa sei giorni) dal 21 di Aprile quindi è il 27 di Aprile.

I bordi esterni della meridiana determinano anche il tempo vero delle 11:45 (XI 45) e delle 12:15 (XII 15) al passaggio dell'ombra dello gnomone. 

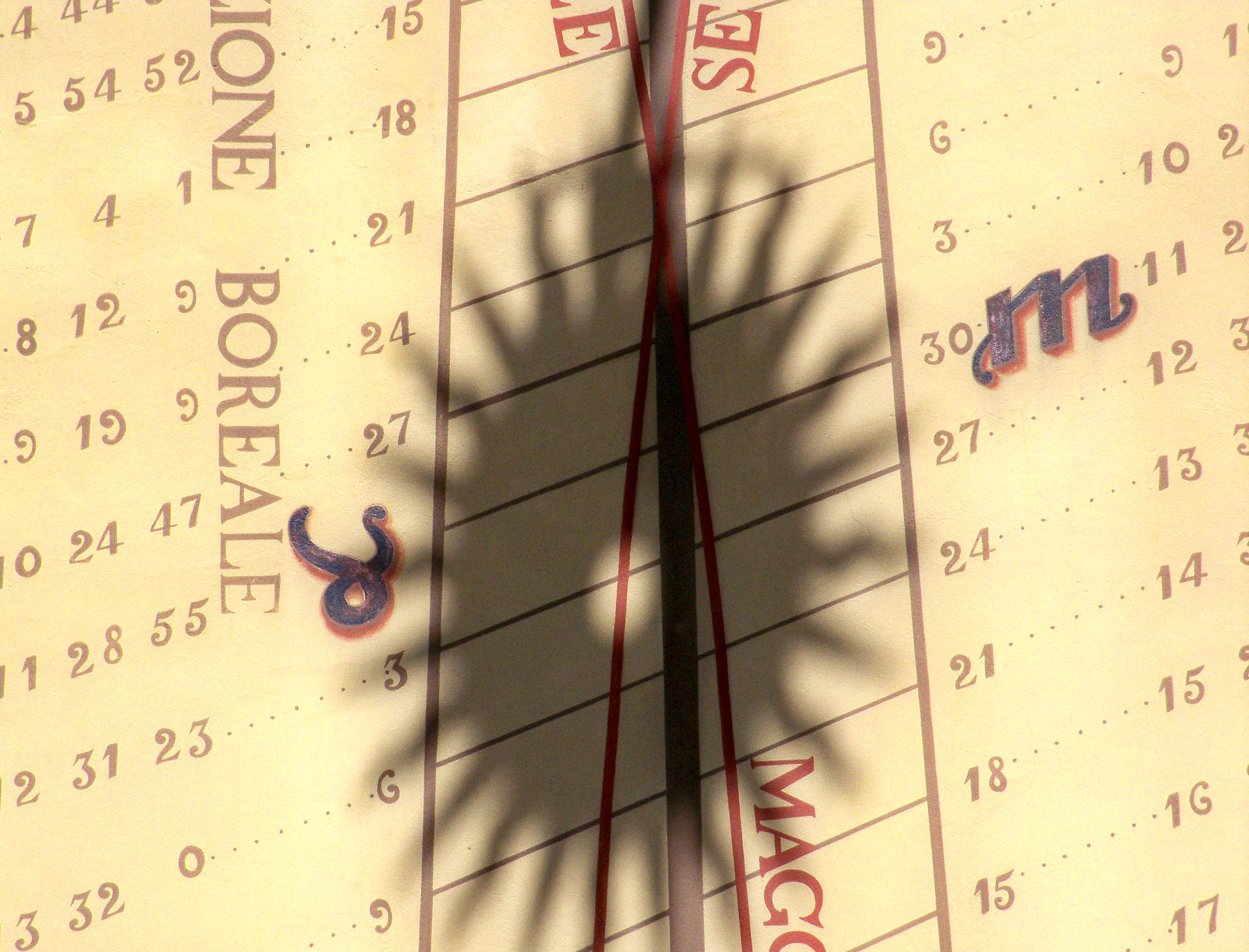
Il foro dello gnomone illumina la linea rossa: è il mezzogiorno medio
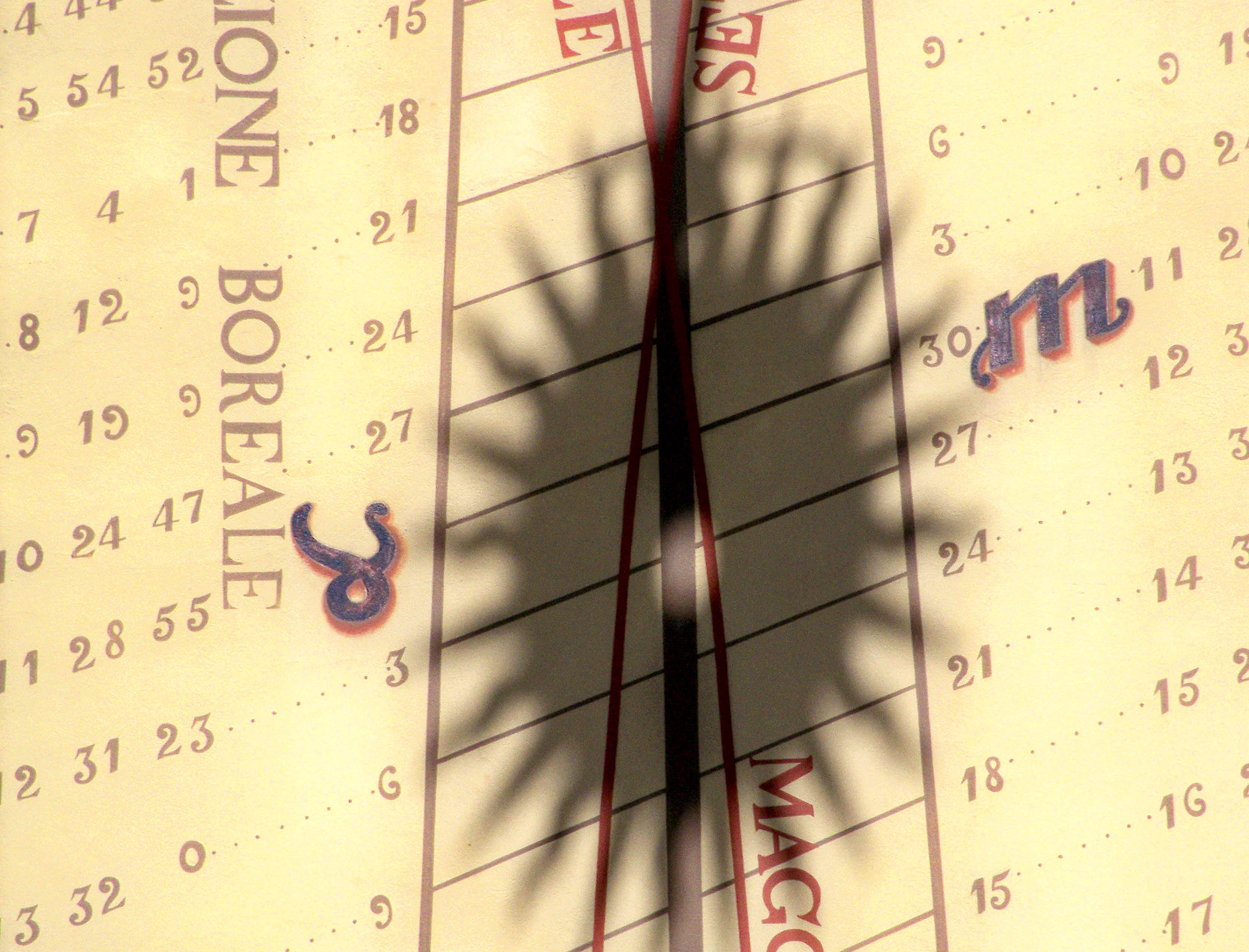
Il foro dello gnomone illumina la linea nera: è il mezzogiorno vero
- Animazione del passaggio dell'ombra dello gnomone sulla meridiana
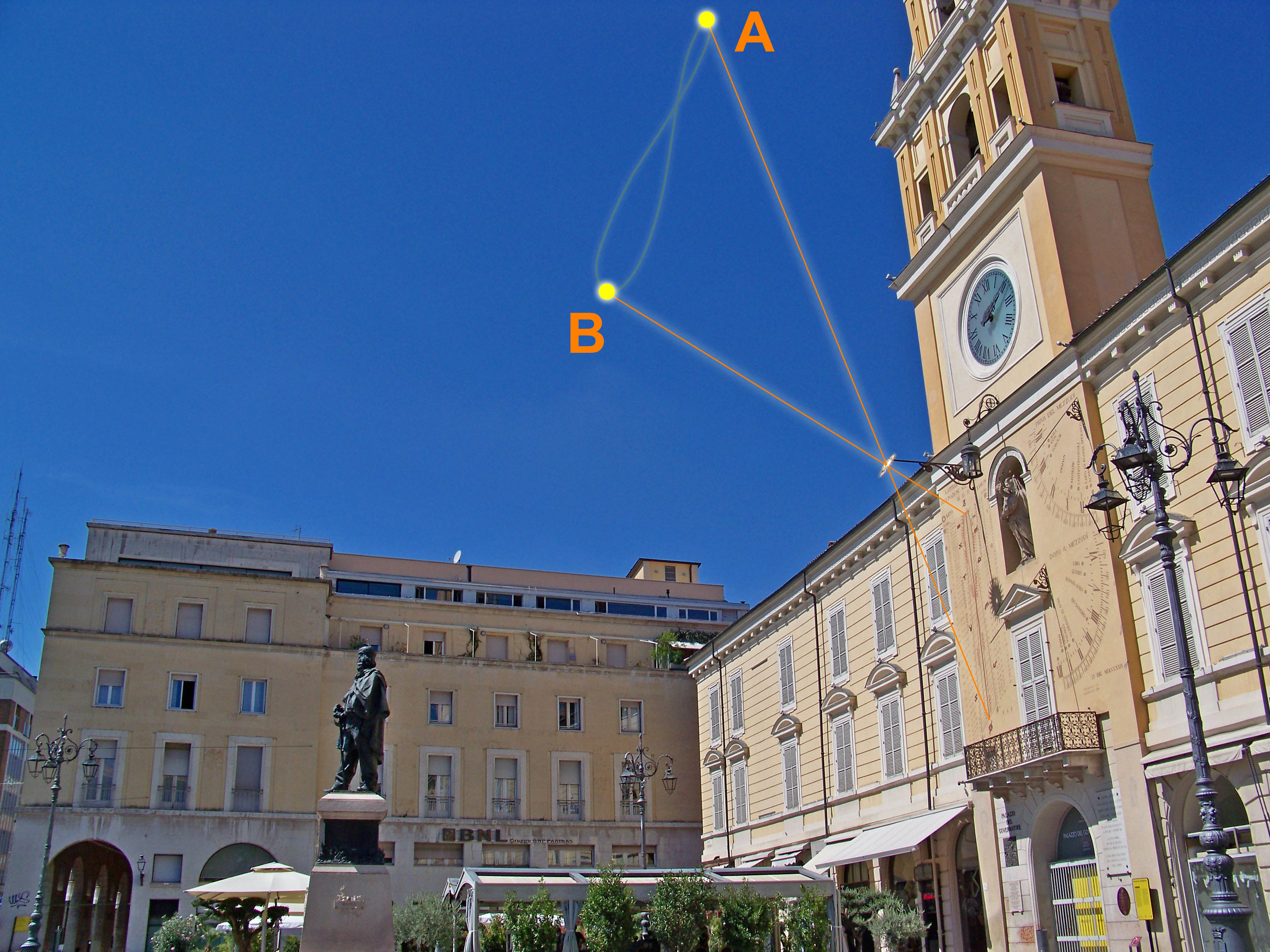
Schema di proiezione dell'analemma del sole di mezzogiorno sulla meridiana. A = solstizio d'estate, B = solstizio d'inverno

Nelle parti esterne alla meridiana troviamo segnati gli orari della levata (a sinistra) e del tramonto (a destra) del sole nei vari giorni dell'anno, seguiti dalla declinazione solare, ovvero l'angolo formato fra la direttrice Terra – Sole e il piano equatoriale terrestre: al solstizio d'inverno questo angolo è di 23° 27' 40" (il numero più in alto), poi diminuisce gradualmente fino ad annullarsi all'equinozio di primavera (0 0 0), aumentare progressivamente fino al solstizio d'estate (23° 27' 40" il numero più in basso), diminuire fino all'equinozio d'autunno (0 0 0) e aumentare fino al solstizio d'inverno. Tutte queste cifre sono allineate alle date del calendario: ogni giorno la luce del foro dello gnomone passa da sinistra a destra e segna in questo ordine: ora della levata del sole, declinazione solare (dal solstizio d'inverno a quello d'estate), linea delle 11:45 vere, linea rossa del mezzogiorno medio. linea nera del mezzogiorno vero, linea rossa del mezzogiorno medio, linea delle 12:15 vere, declinazione solare (dal solstizio d'estate a quello d'inverno), ora del tramonto del sole.
Infine, sotto la meridiana compare la firma dell'autore: F L F (Ferrari Lorenzo Fecit o Ferrari Laurentius Fecit)
Nell'articolo della Gazzetta di Parma del 1830 che spiegava il funzionamento della meridiana, l'articolista auspicava che i parmigiani regolassero il loro orologio sulla meridiana del tempo medio; va detto che questo orario sarebbe stato valido soltanto a Parma e nelle città che condividono il suo stesso meridiano, come Livorno e Cartagine: ogni altra città più ad est e ad ovest infatti riceve il mezzogiorno con tempi diversi, e quindi aveva un proprio orario; un orologio meccanico regolato sulla meridiana di Parma, per esempio, sarebbe risultato in ritardo di otto minuti a Roma. Tutto cambiò dopo il 1850, quando lo sviluppo della rete ferroviaria, che richiedeva orari precisi al minuto su intere nazioni, e l'invenzione del telegrafo, obbligarono ad uniformare l'orario a livello internazionale: fu indetta nel 1884 la Conferenza internazionale dei meridiani nella quale fu discusso il sistema dei fusi orari: l'Italia, che lo adottò nel 1893, si regolò sul tempo medio calcolato sul meridiano 15° Est (meridiano dell'Etna), il cui fuso orario regola oggi buona parte del Europa occidentale e alcuni stati dell'Africa. Dal 1893, quindi, il tempo medio della meridiana di Parma, che si trova vicino al meridiano 10° Est, è 18 minuti e 41 secondi indietro rispetto a quello del nostro fuso orario, al quale si deve anche sommare l'ora legale estiva nel periodo in cui è in vigore. In sostanza, quando la meridiana di Parma segna il mezzogiorno medio sulla linea rossa, per il nostro fuso orario sono le 12:19 (13:19 con l'ora legale).